# Stefan Dott
Stefan Dott (Coblenza, RFA, 27 de septiembre de 1969) es un deportista alemán que compitió en judo. Ganó una medalla de oro en el Campeonato Europeo de Judo de 1991 en la categoría de –71 kg.
Participó en los Juegos Olímpicos de Barcelona 1992 y Atlanta 1996, donde finalizó quinto en ambas ediciones (1992: –71 kg, 1996: –78 kg).

## Palmarés internacional
| Campeonato Europeo | Campeonato Europeo     | Campeonato Europeo | Campeonato Europeo |
| Año                | Lugar                  | Medalla            | Categoría          |
| ------------------ | ---------------------- | ------------------ | ------------------ |
| 1991               | Praga (Checoslovaquia) | Medalla de oro     | –71 kg             |